# Kanton Champigny-sur-Marne-2
Het kanton Champigny-sur-Marne-2 is een kanton in het Franse arrondissement Nogent-sur-Marne in het departement Val-de-Marne in de regio Île-de-France. Het kanton heeft 44 019 inwoners.
Het kanton werd opgericht bij  decreet van 17 februari 2014, met uitwerking in maart 2015.

## Gemeenten
Het kanton Champigny-sur-Marne-2 omvat de volgende gemeenten:
- Champigny-sur-Marne (oostelijk deel)
- Chennevières-sur-Marne